# Beaulieu, Calvados
Beaulieu är en kommun i departementet Calvados i regionen Normandie i norra Frankrike. Kommunen ligger i kantonen Le Bény-Bocage som ligger i arrondissementet Vire. År 2018 hade Beaulieu 204 invånare.

## Befolkningsutveckling
Antalet invånare i kommunen Beaulieu
Referens: INSEE